# Kiara Nirghin
Kiara Nirghin, née le 25 février 2000 à Johannesburg, est une femme scientifique sud-africaine et technologue en intelligence artificielle. 

## Biographie

### Formation académique
Nirghin fréquente le lycée Saint Martin à Johannesburg en Afrique du Sud et poursuit ses études supérieures à l'Université de Stanford aux Etats-Unis où elle étudie l'informatique et l'intelligence artificielle.

### Parcours
Nirghin est conjointement une boursière Thiel (en) et un membre du fonds d'Alexis Ohanian.
En 2016, Nirghin développe une solution de sa propre initiative pour lutter contre la sécheresse. Cette solution lui vaut le Google Science Fair (en) et le Community Impact Award de cette même année.  
En 2019, Nirghin publie son livre intitulé « Youth Revolution #BeTheChange » chez Penguin Random House .  
En 2020, elle est le plus jeune membre du Fonds d'impact sur l'IA de Google. 
En 2024, elle est ambassadrice mondiale de Room To Read . 
Nirghin collabore avec de grandes marques notamment avec Coca-Cola  sur leur projet Dreamworld qui explore l'intersection de la créativité et de la technologie et avec Prada pour présenter le prix Oceans lors des CNMI Sustainable Awards. 
Nirghin est invitée à contribuer sur des articles de la revue TIME Magazine dans une pièce intitulée « How AI Fluency Can Help Companies Succeed », Fast Company et est une collaboratrice invitée de The Economist et du TIME 100 Voices.

## Récompenses et distinctions

### Récompenes
- 2016 : Prix du Google Science Fair et le Community Impact Award.

### Distinctions
- Elle est présente la liste des femmes les plus influentes du TIME Magazine et The Guardian et nommée l'une des femmes de l'année par Glamour Magazine[4].

- Elle figure également dans le classement Forbes 30 Under 30[11].

- Elle est reconnue comme Jeune Championne de la Terre par les Nations Unies [12] et est  ambassadrice mondiale de Room To Read[6].